# Хромов, Вячеслав Васильевич
Вячеслав Васильевич Хромов (2 августа 1932 года — 23 августа 2000 года). Российский физик, доктор физико-математических наук, профессор, заслуженный деятель науки Российской Федерации (1994).

## Биография
Родился 2 августа 1932 года в Москве.
Окончил в 1956 году МИФИ (с 2009 года — Национальный исследовательский ядерный университет «МИФИ»). Работал и вёл научную деятельность там же на кафедре № 5 (физика ядерных реакторов): инженер учебной лаборатории, с 1958 г. аспирант (ученик Савелия Моисеевича Фейнберга), с 1961 года руководитель группы комплексного численного моделирования реакторов на быстрых нейтронах.
Под его руководством создана первая советская комплексная программа для расчётных исследований реакторов на быстрых нейтронах. В 1968 году создан первый в СССР расчётно-оптимизационный комплекс позволивший автоматизировать расчётные исследования в обоснование проектов реакторов на быстрых нейтронах (внедрён в ФЭИ).
В 1975—1978 годах секретарь парткома МИФИ. С 1978 года проректор по научной работе.
С 1981 года заведующий кафедрой теоретической и экспериментальной физики ядерных реакторов (сменил в этой должности Л. Н. Юрову). В 1998 году по состоянию здоровья ушёл с этой должности.
Основные направления научных исследований: ядерная энергетика, проблемы безопасности, моделирование процессов.

## Награды и звания
Доктор физико-математических наук (1979), профессор (1980).
Лауреат премии Совета Министров СССР — за организацию и внедрение системы коллективного пользования ЭВМ МИФИ.

## Семья
Жена — Мария Федосеевна Хромова (Кособокова). Родилась 6 декабря 1933 года (старший преподаватель кафедры теоретической и экспериментальной физики ядерных реакторов МИФИ), двое детей.

## Сочинения
- Физика и анализ гетерогенных активных зон ядерных реакторов : Конспект лекций / В. В. Хромов; Моск. инж.-физ. ин-т (Гос. ун-т). — М., 2002 (Тип. МИФИ). — 79 с. : ил., табл.; 20 см.
- Метод последовательной линеаризации в задачах оптимизации реакторов на быстрых нейтронах [Текст] / В. В. Хромов, А. М. Кузьмин, В. В. Орлов. — Москва : Атомиздат, 1978. — 88 с. : ил.; 22 см. — (Физика ядерных реакторов).
- Многоуровневые алгоритмы расчета нейтронного поля, основанные на вероятностном методе дискретных ординат / В. В. Хромов, Э. Ф. Крючков, В. В. Кондаков. — М., 1998. — 30 с. : ил.; 20 см.
- Сопряженные уравнения вероятностного метода дискретных ординат / В. В. Хромов, Э. Ф. Крючков, С. А. Опаловский. — М., 1998. — 36 с. : ил.; 20 см.
- Оценка физических характеристик реакторов на быстрых нейтронах [Текст] : [учебное пособие] / А. М. Кузьмин, В. В. Хромов ; Московский инж.-физ. ин-т. — Москва : МИФИ, 1982. — 46 с.; 20 см.
- Газокинетическая теория переноса нейтронов в неразмножающих средах : [Учеб. пособие] / А. А. Кашутин, В. В. Хромов; Моск. инж.-физ. ин-т, [Фак. техн. физики]. — М. : МИФИ, 1988. — 69,[2] с. : ил.; 20 см.